# Диоклецианопол
 Тази статия е за античния град в България.  За античния град в Гърция вижте Диоклецианопол (Гърция).  
Диоклецианопол (на латински: Diocletianopolis; на гръцки: Διοκλητιανούπολις – Град на Диоклециан) е античен римски град. Получава статута си през 293 г. н.е. от римския император Диоклециан и е наречен в негова чест.
Археологическите проучвания показват, че мястото е населявано още от VI хилядолетие пр. Хр. По-късно тук възниква тракийско селище. От този период датират големите тракийски култови съоръжения край Старосел. Около I в. сл. Хр. Тракия е завладяна от Римската империя и населеното място се развива като типичен римски град. През 293 г. сл. Хр. римският император Диоклециан се установява тук заради лечебните минерални води и градът е наречен в негова чест – Диоклецианопол. В началото на IV в. градът е ограден с крепостни стени. През V – VI в. Диоклецианопол е част от владенията на Византийската империя. В края на VI – началото на VII в. градът е разрушен от нашествията на авари и славяни. По-късно попада в пределите на Османската империя.
През Ранното средновековие (около IХ в.) върху руините на Диоклецианопол възниква българско селище, от което през XVIII се развива съвременният град Хисаря в Пловдивска област.
Крепостните стени на Диоклецианопол ограждат площ от 20 ха. Те са допълнително защитени с ров и земен вал. Общата дължина на крепостните стени е 2327 m, дебелината им варира от 2,60 до 4 m, а височината им достига до 12,5 m. В тях е имало 44 кули, 4 главни порти и 6 по-малки входа. Сравнително добре са запазени Южната и Западната порти.

## Архитектура
По своята запазеност и оригиналност укрепителната система и архитектурата на римския град Диоклецианопол се нарежда на едно от първите места в Европа. На много места крепостната стена достига височина до 11 m, а южната крепостна порта се извисява на 13 m. Градската архитектура е съсредоточена в централния градски парк до извор Момина сълза. Тук се намира най-представителната обществена сграда (резиденция). Тя представлява голяма двуетажна постройка, чиито помещения завършват с внушителна сводова конструкция. В непосредствена близост до нея е разположен бански комплекс, който обхваща площ от около 2000 m². Термите на Диоклецианопол са едни от малкото запазени римски терми на Балканския полуостров, в които са били извършвани процедури и лечение с минерална вода. Съхранени почти до покрив, те впечатляват със своята оригиналност. От вътрешната страна помещенията са били облицовани с бял мрамор. За отопление е била използвана минералната вода. Комплексът от представителните сгради в парк Момина сълза включва и амфитеатъра. Той е бил едно от най-посещаваните и любими места на хората в онази далечна епоха, дошли в Диоклецианопол на отдих и развлечение. Амфитеатърът е от типа на циркусите, в които са се провеждали спортни състезания и борби с животни. Построен е през ІII в. и е спазвал каноните на новата християнска идеология да не се пролива кръв. Отлично запазена е арената и обслужващите амфитеатъра помещения.
След въвеждането на християнството като официална религия в римската империя през първите десетилетия на ІV в., Диоклецианопол се превръща във важен християнски център – седалище на епископ. Откритите в града раннохристиянски базилики от периода ІV – VІ в. отразяват особеностите в развитието на раннохристиянската архитектура. Това може да се види и днес в добре запазените и експонирани храмове. Известните късноантични църкви в града са:
- Църква при южната порта: близо до вътрешната страна на градските стени, преустроена в средата на V век от дотогавашна казарма
- Църква при източната стена: непосредствено до днешния Археологически музей, строена през първата половина на V век на мястото на по-стара сграда; през IX-X век на същото място има параклис и гробище
- Църква „Свети Стефан“: на 120 метра извън южната крепостна стена, строена в средата на IV век, реконструирана през втората половина на V век и вероятно използвана до X век
- Църква при северния ъгъл на крепостта: трикорабна базилика, изградена в средата на IV век върху разрушено езическо светилище и вероятно разрушена от хуните; заменена с нова по-голяма трикорабна базилика през втората половина на V век
- Църква на север от крепостта: разположена на 200 метра северно от градските стени и строена в IV век, тя е унищожена при строителството на железопътната гара
- Църква на югоизток от крепостта: разположена на 650 метра от югоизточния ъгъл на градските стени, тя е построена в средата на VI век
- Църква на изток от крепостта: разположена на 22 метра североизточно от източната порта, тя е построена в края на V или началото на VI век
- Църква в квартал „Момина баня“: построена в първата половина на V век
- Църква на юг от крепостта: разположена на 700 метра южно от южната порта, трикорабна, тя е построена в края на VI век, изглежда върху по-ранен некропол
- Параклис при източната стена: пристроен от нейната външна страна през V-VI век
- Църква в местността „Юрта“: на 5 километра източно от града, строена през втората половина на V век
- Църква в квартал „Веригово“: еднокорабна, строена през VI век
- Църква на връх Свети Георги: еднокорабна базилика в близост до „Веригово“

Интерес представлява единствената отрита двукорабна базилика, която е построена през средата на V в. върху част от казармения комплекс на античния град. В историческите извори се съобщава, че по това време градът се е нареждал на трето място по големина сред градовете в провинция Тракия, след Филипопол (Пловдив) и Берое (Стара Загора).
След векове на разруха, даденото име на възстановеното малко селище Хисаря също се дължи на архитектурата му. На арабски език Хисар значи „крепост“.
Некрополите на Диоклецианопол са разположени извън рамките на крепостните стени. На около 300 m южно от укрепения град се намира римската гробница. Тя е запазена в оригинал и е достъпна за посещения. Впечатлява с дългия си коридор, гробна камера и пъстроцветната си подова мозайка. Всички паметници на културата в Хисаря са експонирани в подходяща паркова среда и са достъпни за посещение от гостите на града.
От двете страни на южната крепостна порта по цялата дължина на южната крепостна стена и част от източната крепостна стена са били разположени римски казарми. Построени са през втората половина на IV век. В казармите е била настанена на постоянен гарнизон войска от около 600 души. Експонирани са казармените постройки западно от южната крепостна порта.